# Associació Professional de Representants, Promotors i Mànagers de Catalunya
L'Associació Professional de Representants, Promotors i Mànagers de Catalunya (ARC) és una agrupació d'empreses que tenen com a objectiu principal fomentar i millorar la cultura musical i de l'espectacle català. La conformen professionals i empreses que es dediquen a la producció d’esdeveniments, a la comercialització i a la distribució de la música en viu.
Des de l'any 2001, ARC organitza anualment els Premis ARC amb la finalitat de reconèixer els artistes, les empreses, els professionals i les entitats del sector, i amb la voluntat de fomentar la cultural musical del directe al país. D’aquesta manera i des de fa més de 20 anys, els Premis ARC són els premis de referència per la música en directe i l'espectacle a Catalunya.

## Història

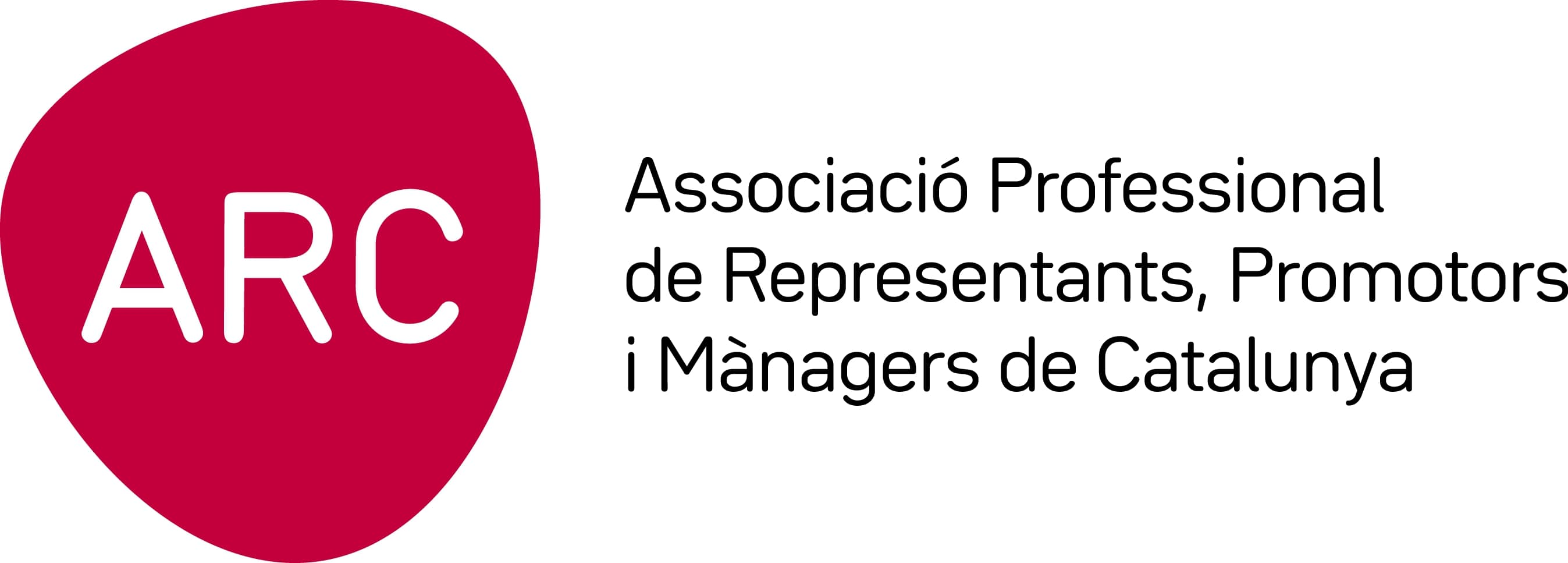
Logotip de l’Associació de Representants, Promotors i Mànagers de Catalunya

L'Associació ARC va ser fundada l’any 1976. Amb prop de mig segle de dedicació ininterrompuda a la defensa i articulació del col·lectiu professional, l’Associació ARC és demostra com l’entitat degana del sector que representa a tot l’estat, i una de les entitats del sector de la cultura amb major trajectòria a Catalunya.

## Presidents
- Joan Rosselló (2007-2011)
- Jordi Gratacós (2011-2021)[3]
- Raquel Bassas (2021-Actualitat)

## Objectius
L’objectiu principal d’ARC és articular el sector professional de la producció, comercialització i distribució de la música en viu. Les activitats que promou estan dirigides a fomentar i incentivar l’associacionisme dins l’entitat, afavorint la cooperació entre el sector públic (administracions) i el sector privat (empreses, professionals i entitats) i a contribuir al desenvolupament cultural i sostenible  a tot el territori català, fent difusió dels valor d‘ARC als professionals, les empreses, les administracions i les entitats representatives de la indústria cultural en general, i de la musical en particular.